# Chorsk (gmina)
Chorsk – dawna gmina wiejska istniejąca do 1939 roku w woj. poleskim (obecnie na Białorusi). Siedzibą gminy był Chorsk.
Początkowo gmina należała do powiatu mozyrskiego. 7 listopada 1920 r. została przyłączona do nowo utworzonego powiatu łuninieckiego pod Zarządem Terenów Przyfrontowych i Etapowych. 19 lutego 1921 r. wraz z całym powiatem weszła w skład nowo utworzonego województwa poleskiego. Gmina obejmowała obszar wiejski wokół Dawidgródka. 1 stycznia 1923 roku gmina weszła w skład nowo utworzonego powiatu stolińskiego w tymże województwie. 18 kwietnia 1928 roku do gminy przyłączono część gminy Płotnica. 
Po wojnie obszar gminy Chorsk wszedł w struktury administracyjne Związku Radzieckiego.